# Los Fresnos, USA
Los Fresnos är en stad i Cameron County i delstaten Texas, USA. Invånarantalet var 4 512 år 2000. Den har enligt United States Census Bureau en area på totalt 6,5 km², varav 0,3 km² är vatten. 